# 程氏统宗祠
程氏统宗祠是徽州篁墩村历史上的一座重要历史建筑，已毁于1977年。
篁墩程氏统宗祠建于清康熙年间，坐落于篁墩下街，1935年至1939年进行大修，在此开办小学。
根据1938年出版的《新安篁墩程氏统宗祠暨世忠庙地址及后靠山图》，篁墩程氏统宗祠占地二百零二步，统宗祠右侧的二夫子祠占地九十六步二分，再右侧的程氏会祀所占地九十四步三分，统宗祠左侧的司匣办事处占地一百零九步；世忠庙占地四百六十五步。
1949年以后，篁墩程氏统宗祠改为粮库。1977年统宗祠被拆，改建为篁墩小学。改建时保留了程氏统宗祠的地面和石柱等大量古构件，遗址尚存。
2019年6月1日，篁墩村挖掘出已买在地下五十余年的程朱阙里坊的大量石构件，均运送到由程氏统宗祠改建的篁墩小学内存放，以待今后复原。

在2020年中国南方水灾中，篁墩小学即原篁墩程氏统宗祠遗址发生倒塌。